# František Táborský (kytarista)
František Táborský (* 2. května 1974, Praha) je český kytarista, zpěvák, autor hudby (Stejně jako já, 1. Signální, Jaxe, Drobná paralela, Můj svět, Láskopad).
V letech 1988–1992 studoval na gymnáziu Litoměřická v Praze 9 Prosek. V roce 2002 úspěšně ukončil studia na Právnické fakultě University Karlovy. Od roku 1996 je členem skupiny Chinaski. Dříve působil ve skupinách Tupá Kudla, Dítě v prášku a jako kytarový technik Roberta Kodyma.
Má dvě děti – Františka (2011) a Joriku (2007). Působí ve skupině i jako kapelník.